# Eliza Taylor
Eliza Jane Taylor-Cotter, född 24 oktober 1989 i Melbourne, är en australisk skådespelare. Hon inledde sin skådespelarkarriär 2003 och är mest känd för sin roll som Janae Timmins i såpoperan Grannar. Eliza var också med i en serie för barn som heter Pyjamasklubben där hon spelade Rosie. Hon spelade yngsta systern Sara i piratöarna. Hon medverkar också i The 100 som kom ut 2014, Där spelar hon huvudrollen Clarke Griffin.
Den 7 juni 2019 meddelade Taylor att hon och Bob Morley var gifta.

## Filmografi

### Filmer
| År   | Titel                 | Roll           | Noter          |
| ---- | --------------------- | -------------- | -------------- |
| 2009 | The Laundromat        | Amy            | Kortfilm       |
| 2012 | 6 Plots               | Amy Challis    | Film           |
| 2013 | Patrick               | Nurse Panicale | Film           |
| 2013 | Natural               | Woman          | Kortfilm       |
| 2013 | Planes                | Maria          | Kortfilm       |
| 2014 | The November Man      | Sarah          |                |
| 2017 | Thumper               | Kat Carter     | Postproduktion |
| 2017 | Christmas Inheritance | Ellen Langford |                |

### TV-framträdanden
| År      | Titel                      | Roll             | Noter                  |
| ------- | -------------------------- | ---------------- | ---------------------- |
| 2003    | Pirate Islands             | Sarah Redding    | 26 avsnitt             |
| 2003    | Grannar                    | Jacinta Martin   | 2 avsnitt              |
| 2003    | Pyjamasklubben             | Rosie Cartwright | Huvudroll, 26 avsnitt  |
| 2004    | Blue Heelers               | Tatum O'Hara     | 1 avsnitt              |
| 2005–08 | Grannar                    | Janae Timmins    | 307 avsnitt            |
| 2008    | Rush                       | Madison          | Episod "1.8"           |
| 2009    | After Effects              | Ella             |                        |
| 2009    | All Saints                 | Carly Spalding   | 1 avsnitt              |
| 2010    | City Homicide              | Melissa Standish | 1 avsnitt              |
| 2010    | Winners & Losers           | Bridget Gross    |                        |
| 2011    | Bruce                      | Daisy            |                        |
| 2012    | Howzat! Kerry Packer's War | Rhonda           | TV miniserie           |
| 2013    | Mr & Mrs Murder            | Sarah            | 1 avsnitt              |
| 2014-20 | The 100                    | Clarke Griffin   | Huvudroll, 100 avsnitt |